# Zeugophora buonloicus
Zeugophora buonloicus is een keversoort uit de familie halstandhaantjes (Megalopodidae). De wetenschappelijke naam van de soort werd in 1985 gepubliceerd door Medvedev.